# Bentley 4½ Litre
Bentley 4½ Litre — спортивний і гоночний автомобіль, що випускався британською компанією Bentley Motors з 1927 по 1931 рік. Відомий своєю перемогою на змаганнях 1928 року в Ле-Мані. Всього було виготовлено 665 автомобілів Bentley 4½ Litre з атмосферним двигуном і 55 особливих моделей, оснащених мотором з наддуванням (Blower).

## Опис
Новий автомобіль з'явився наприкінці 1927 року, слідом за прототипом, який раніше в гонці Ле-Ман перш ніж потрапити у великий завал та вибути зі змагань, поставив рекорд кола. 4½ Litre був наступником трилітрової моделі і використовував перевірений чотирициліндровий двигун зі змінами, застосованими на моделі з шестициліндровим мотором. Відтак, розміри циліндра були на основі зразка шестицилиндрового двигуна, а кривошипно-шатунний механізм — від чотирициліндрового двигуна.
Як це було прийнято в той час, автовиробник виготовляв тільки шасі. На нього встановлювався радіатор, боковини капота і панель, що відділяла мотор від салону. У такому вигляді майбутній автомобіль проходив обкатку по дорогах загального користування, а потім передавався на кузовну фірму. Компанія Bentley, в основному, співпрацювала з фірмами Vanden Plas і Gurney Nutting.
Модель швидко довела свою спроможність перемогою в Ле-Ман 1928 року та успіхом на гонці в Бруклендсі. Протягом наступних років автомобіль декілька разів модернізовуввся. Найбільш помітною зміною була заміна конічного зчеплення на дискове у 1929 році.
Зі стандартним кузовом Vanden Plas автомобіль розганявся до 150 км/год, а в умовах гоночних налаштувань — до 190 км/год. Всього було виготовлено 665 автомобілів, більшість з яких мали подовжену 130-дюймову колісну базу.
З часом стало зрозуміло, що навіть потужностей збільшеного двигуна не достатньо для боротьби з суперниками. Тоді один з «хлопців Бентлі» сер Генрі (Тім) Біркін замовив автомобіль з двигуном, оснащеним компресором (Blower). Розроблений в 1929 році інженером Амхерстом Вілльєрсом, такий мотор видавав 175 к.с. в стандартному режимі і до 240 к.с. в форсованому гоночному варіанті. Він мав посилений блок циліндрів, більш міцні колінвал та шатуни, а також спеціальні поршні.
Для гомологації було потрібно ще не менше 50 автомобілів, виготовлення яких проспонсорувала велика любителька автоспорту Дороті Пейджет. Зрештою, поєдинок між Біркін та Караччіолою на Mercedes SSK став окрасою Ле-Ман 1930 року, проте обидва автомобілі так і не дісталися до фінішу.
У вересні 2019 року було оголошено про те, що на заводі Bentley виготовлять 12 копій легендарного 4½ Litre Blower. Для цього 90-річний автомобіль Біркіна повністю розберуть і створять 3D-модель кожної із його деталі. Після цього, автомобілі спробують виготовити по ручній технології, максимально наближеній до оригінальної. Вся робота займе приблизно два роки і тільки після цього буде оголошена ціна кожного автомобіля.